# Callimedusa ecuatoriana
Espèce
Synonymes
- Phyllomedusa ecuatoriana Cannatella, 1982

Statut de conservation UICN

 VU  : Vulnérable
Callimedusa ecuatoriana est une espèce d'amphibiens de la famille des Phyllomedusidae.

## Répartition
Cette espèce est endémique d'Équateur. Elle se rencontre :
- dans la province de Zamora-Chinchipe dans la cordillère du Condor ;
- dans la province de Morona-Santiago sur les pentes amazoniennes de la cordillère Orientale.

## Étymologie
Son nom d'espèce lui a été donné en référence au lieu de sa découverte, l'Équateur.

## Publication originale
- Cannatella, 1982 : Leaf-Frogs of the Phyllomedusa perinesos Group (Anura: Hylidae). Copeia, vol. 1982, no 3, p. 501-513.